# Олександр Остгайм-Дзерович
Олекса́ндр О́стгайм-Дзеро́вич (20 жовтня 1934, Львів — 3 квітня 2015, Відень) — священник Української греко-католицької церкви, парох церкви святої Варвари у Відні (1969—2001), генеральний вікарій греко-католиків Австрії (1996—2011).

## Біографія
Народився у Львові в сім'ї Маркіяна та Дарії з роду Вітушинських. Батько був президентом Генерального інституту Католицької акції у Львові. У 1940 році разом з батьками виїхав до Відня.
У 1952 році вивчав право у Віденському університеті. У 1955—1966 роках навчався в Папській колегії святого Йосафата в Римі, захистив докторську дисертацію з морального богослов'я в Григоріанському університеті та з права в Латеранському університеті.
У 1960 році архієпископ Іван Бучко уділив йому священиче рукоположення. З 1969 по 2001 рік був парохом церкви святої Варвари у Відні. З 1996 по 2011 рік був Генеральним вікарієм греко-католиків Австрії.
18 серпня 2009 року за вагомий особистий внесок у розвиток духовності в Україні, багаторічну плідну церковну діяльність та з нагоди 18-ї річниці незалежності України Президент України Віктор Ющенко нагородив О. Остгайм-Дзеровича орденом «За заслуги» III ступеня.